# Actividad acuosa
La actividad acuosa o aW es la presión parcial de vapor de agua en una sustancia dividido por el estado estándar parcial presión de vapor de agua. En el campo de la ciencia de los alimentos, el estado estándar suele definirse como la presión de vapor parcial del agua pura a la misma temperatura. Usando esta definición particular, el agua destilada pura tiene una actividad de agua de exactamente uno. A medida que aumenta la temperatura, típicamente aumenta aw, excepto en algunos productos con sal cristalina o azúcar . 
Sustancias con un mayor aw tienden a soportar más microorganismos. Las bacterias generalmente requieren al menos 0.91, y los hongos al menos 0.7.  Véase también la fermentación . 
El agua migra de las áreas de alta aw a las áreas de baja aw.  Por ejemplo, si la miel (aw ≈ 0.6) está expuesta al aire húmedo (aw ≈ 0.7), la miel absorbe agua del aire. Si el salami (aw ≈ 0.87) se expone al aire seco (aw ≈ 0.5), el salami se seca , lo que podría preservarlo o estropearlo . 

## Fórmulas
Definición de aw : 
{\displaystyle a_{w}\equiv p/p*}
donde p es la presión de vapor parcial del agua en la solución, y p* ₀ es la presión de vapor parcial del agua pura a la misma temperatura. 
{\displaystyle a_{w}\equiv l_{w}x_{w}}
donde lw es el coeficiente de actividad del agua y xw es la fracción molar de agua en la fracción acuosa. 
Relación con la humedad relativa: la humedad relativa del aire en equilibrio con una muestra se llama humedad relativa de equilibrio (ERH).
{\displaystyle \mathrm {ERH} =a_{w}\times 100\ \%}
Vida útil sin moho estimada en días a 21 °C: 
{\displaystyle \mathrm {MFSL} =10^{7.91-8.1a_{w}}}

## Usos
La actividad del agua es una consideración importante para el diseño de productos alimenticios y la seguridad alimentaria. 

### Diseño de productos alimenticios
Los diseñadores de alimentos utilizan la actividad del agua para formular alimentos estables en la estantería. Si un producto se mantiene por debajo de cierta actividad de agua, entonces se inhibe el crecimiento de moho.  Esto resulta en una vida útil más larga. 
Los valores de actividad del agua también pueden ayudar a limitar la migración de humedad dentro de un producto alimenticio elaborado con diferentes ingredientes. Si las pasas de una actividad de agua más alta se empaquetan con hojuelas de salvado de una actividad de agua más baja, el agua de las pasas migra a las hojuelas de salvado con el tiempo, haciendo que las pasas sean duras y las hojuelas de salvado empapadas. Los formuladores de alimentos utilizan la actividad del agua para predecir cuánta humedad afecta la migración a su producto. 

### Seguridad alimenticia
La actividad del agua se usa en muchos casos como un punto de control crítico para los programas de Análisis de Peligros y Puntos de Control Críticos (HACCP).  Periódicamente, se toman muestras del producto alimenticio del área de producción y se analizan para garantizar que los valores de actividad del agua se encuentren dentro de un rango específico para la calidad y seguridad de los alimentos. Las mediciones se pueden hacer en tan solo cinco minutos, y se realizan regularmente en la mayoría de las instalaciones de producción de alimentos más importantes. 
Durante muchos años, los investigadores intentaron equiparar el potencial de crecimiento bacteriano con el contenido de agua. Encontraron que los valores no eran universales, sino específicos para cada producto alimenticio. WJ Scott estableció por primera vez que el crecimiento bacteriano se correlacionaba con la actividad del agua, no con el contenido de agua, en 1953.  Está firmemente establecido que el crecimiento de bacterias se inhibe a valores específicos de la actividad del agua. Los reglamentos de la Administración de Drogas y Alimentos de los Estados Unidos (FDA, por sus siglas en inglés) para alimentos de humedad intermedia se basan en estos valores. 
La reducción de la actividad de agua de un producto alimenticio no debe considerarse como un paso mortal .  Los estudios en leche en polvo muestran que pueden existir células viables a valores de actividad del agua mucho más bajos, pero que nunca crecen. Con el tiempo, los niveles bacterianos disminuyen. 

## Medición
Los valores de actividad del agua se obtienen mediante un higrómetro electrolítico resistivo, capacitancia o punto de rocío . 

### Higrómetros electrolíticos resistivos
Los higrómetros electrolíticos resistivos utilizan un elemento sensor en forma de electrolito líquido que se mantiene en medio de dos pequeñas varillas de vidrio por la fuerza capilar. El electrolito cambia la resistencia si absorbe o pierde vapor de agua. La resistencia es directamente proporcional a la humedad relativa del aire, y también a la actividad del agua de la muestra (una vez que se establece el equilibrio vapor-líquido ). Esta relación se puede verificar mediante una verificación o calibración utilizando mezclas de agua salada, que proporcionan una humedad del aire reproducible y bien definida en la cámara de medición. 
El sensor no tiene histéresis dada físicamente como se conoce por los higrómetros y sensores de capacitancia, y no requiere una limpieza regular ya que su superficie no es el elemento de detección efectiva.  Los volátiles, en principio, influyen en el rendimiento de la medición, especialmente aquellos que se disocian en el electrolito y, por lo tanto, cambian su resistencia.  Tales influencias se pueden evitar fácilmente utilizando filtros de protección química que absorban el compuesto volátil antes de llegar al sensor. 

### Higrómetros de capacitancia
Los higrómetros de capacitancia consisten en dos placas cargadas separadas por un membrana polimérica dieléctrica. A medida que la membrana absorbe el agua, aumenta su capacidad para mantener una carga y se mide la capacitancia. Este valor es aproximadamente proporcional a la actividad del agua según lo determinado por una calibración específica del sensor. 
Los higrómetros de capacitancia no se ven afectados por la mayoría de los productos químicos volátiles y pueden ser mucho más pequeños que otros sensores alternativos. No requieren limpieza, pero son menos precisos que los higrómetros de punto de rocío (+/- 0.015 aw). Deben tener controles de calibración regulares y pueden verse afectados por el agua residual en la membrana del polímero (histéresis). 

### Higrómetros de punto de rocío

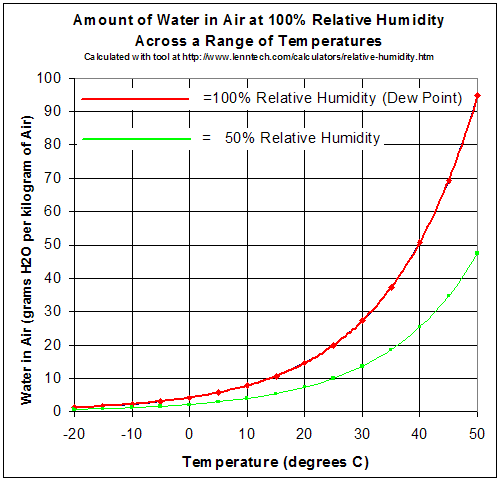
La línea roja muestra la saturación.

La temperatura a la que se forma el rocío en una superficie limpia está directamente relacionada con la presión de vapor del aire. Los higrómetros de punto de rocío funcionan colocando un espejo sobre una cámara de muestras cerrada. El espejo se enfría hasta que la temperatura del punto de rocío se mide por medio de un sensor óptico .  Luego, esta temperatura se usa para encontrar la humedad relativa de la cámara utilizando tablas de psicrometría. 
Este método es teóricamente el más preciso (+/- 0.003 aw) y, a menudo, el más rápido. El sensor requiere limpieza si se acumulan residuos en el espejo. 

### Equilibrio
Con cualquiera de los dos métodos, el equilibrio vapor-líquido debe ocurrir en la cámara de muestras.  Esto ocurre con el tiempo o puede ser ayudado por la adición de un ventilador en la cámara. El equilibrio térmico también debe tener lugar a menos que se mida la temperatura de la muestra. 

## Contenido de humedad
La actividad del agua está relacionada con el contenido de agua en una relación no lineal conocida como curva isoterma de absorción de humedad. Estas isotermas son específicas de la sustancia y la temperatura.  Las isotermas se pueden usar para ayudar a predecir la estabilidad del producto a lo largo del tiempo en diferentes condiciones de almacenamiento. 

## Uso en control de humedad
Se produce una evaporación neta de una solución con una actividad de agua mayor que la humedad relativa de su entorno. Hay una absorción neta de agua por una solución con una actividad de agua menor que la humedad relativa de su entorno. Por lo tanto, en un espacio cerrado, se puede usar una solución para regular la humedad.

## Valores seleccionados de aw
| Sustancia                                 | a w       |
| ----------------------------------------- | --------- |
| Agua destilada                            | 1.00      |
| Agua del grifo                            | 0.99      |
| Carnes crudas                             | 0.99      |
| Leche                                     | 0.97      |
| Jugo                                      | 0.97      |
| Salami                                    | 0.87      |
| Período de estable cocinado tocino        | <0.85     |
| Solución saturada de NaCl                 | 0.75      |
| Punto en el que el cereal pierde crujido. | 0.65      |
| Frutos secos                              | 0.60      |
| Aire interior típico                      | 0.5 - 0.7 |
| Miel                                      | 0.5 - 0.7 |

| Microorganismo inhibido      | una w                            | Fuente |
| ---------------------------- | -------------------------------- | ------ |
| Clostridium botulinum E      | 0.97                             | [ 7 ]  |
| Pseudomonas fluorescens      | 0.97                             | [ 7 ]  |
| Clostridium perfringens      | 0.95                             | [ 7 ]  |
| Escherichia coli             | 0.95                             | [ 7 ]  |
| Clostridium botulinum A, B   | 0.94                             | [ 7 ]  |
| Salmonela                    | 0.93                             | [ 8 ]  |
| Vibrio cholerae              | 0.95                             | [ 7 ]  |
| Bacillus cereus              | 0.93                             | [ 7 ]  |
| Listeria monocytogenes       | 0.92, (0.90 en 30 % de glicerol) | [ 9 ]  |
| Bacillus subtilis            | 0.91                             | [ 7 ]  |
| Staphylococcus aureus        | 0.86                             | [ 10 ] |
| La mayoría de los mohos      | 0.80                             | [ 10 ] |
| Sin proliferación microbiana | <0.60                            | [ 7 ]  |